# Un joli corps qu'il faut tuer
Pour plus de détails, voir Fiche technique et Distribution.
Un joli corps qu'il faut tuer (Il tuo dolce corpo da uccidere) est un giallo hispano-italien réalisé par Alfonso Brescia, sorti en 1970. 

## Synopsis
Premier secrétaire à l'ambassade d'Angleterre à Madrid, Clive Ardington est sur le point de devenir diplomate. Mais son ascension politique est menacée par la liaison de sa femme Diana avec un de leurs vieux amis, le célèbre docteur et chirurgien Franz Adler.  Clive n'a qu'un seul refuge : son aquarium, et sa passion pour les poissons. Autoritaire et tyrannique, Diana est une riche femme d'affaires qui prend du plaisir à tromper son époux et à l'humilier. Fatiguée de cacher son idylle avec son amant, elle songe à faire disparaître son mari avec l'aide d'Adler... Mais Clive réussit à détourner leur plan. Lorsqu'il découvre de vieux documents compromettants concernant Adler, il exerce sur lui un chantage. Il lui demande de tuer Diana puis de découper son corps afin de cacher les morceaux dans deux valises de cuir noir. Protégé par une immunité diplomatique, Clive les transportera ensuite à Tanger. 
Tout se déroule comme prévu. Mais l'une des deux valises disparaît à l'aéroport. Paniqué, Clive identifie les trois seules passagères qui étaient dans l'avion avec lui : Mabel, une femme de cinquante ans à la recherche d'aventures galantes ; Nadia, une danseuse de night-club et enfin une magnifique mannequin, Elena. Cette dernière possède la dite valise mais Clive la récupère à temps dans son hôtel. Alors qu'il cherche à se débarrasser du cadavre sectionné de sa femme, Clive est poursuivi par un certain Abu, l'ami du chef de la police, et un mystérieux photographe qui le traque sans arrêt. Lorsqu'il assassine Abu, son meurtre est pris en photos par ce dernier. Après avoir jeté les morceaux de corps de son épouse dans un bain d'acide, Clive semble devenir fou lorsqu'il découvre les photographies qui le montrent en train de tuer Abu. Sa paranoïa s'accentue quand il retrouve sa femme Diana bien vivante dans sa chambre d'hôtel...

## Fiche technique
- Titre original : Il tuo dolce corpo da uccidere
- Titre français : Un joli corps qu'il faut tuer
- Réalisation : Alfonso Brescia
- Scénario : Antonio Fos
- Montage : Antonio Gimeno et Mario Salvatori
- Musique : Carlo Savina
- Photographie : Emilio Foriscot
- Production : Eduardo Manzanos Brochero
- Sociétés de production : Copercines, Cooperativa Cinematográfica et Luis Film
- Société de distribution : Indipendenti Regionali et Magnum 3B
- Pays de production :  Italie,  Espagne
- Langue originale : italien
- Format : couleur
- Genre : giallo
- Durée : 88 minutes
- Date de sortie : 
  -  Italie : 27 juin 1970

## Distribution
- George Ardisson : Clive Ardington
- Françoise Prévost : Diana Ardington
- Eduardo Fajardo : Franz Adler
- Orchidea de Santis : Elena Sanders
- Félix Dafauce
- Miguel del Castillo
- Luisa Sala